# المنذر بن قدامة
المنذر بن قدامة بن الحارث بن مالك الأوسي الأنصاري صحابي جليل من قبيلة الأوس من الأنصار شهد مع النبي محمد ﷺ غزوة بدر وغزوة أحد وهو أخو الصحابي مالك بن قدامة.

## نسبه
هو المنذر بن قدامة بن الحارث بن كعب بن النحاط بن كعب بن حارثة بن غنم بن السلم بن امرئ القيس بن مالك بن الأوس الأوسي الأنصاري.